# Xiaomi Mi 8
Lo Xiaomi Mi 8 è uno smartphone di fascia alta prodotto da Xiaomi in partnership con Google e presentato a maggio 2018.

## Caratteristiche tecniche

### Hardware
Il dispositivo è grande 154.9 x 74.8 x 7.6 millimetri e pesa 175 grammi. Ha un chipset Qualcomm Snapdragon 845, con CPU octa-core e GPU Adreno 630. È presente in quattro tagli di memoria: 64 GB di memoria interna e 6 GB di RAM, 128 GB di memoria interna e 6 GB di RAM, 128 GB di memoria interna e 8 GB di RAM, 256 GB di memoria interna e 6GB di RAM. Non ha la memoria espandibile.
Il Mi 8 è dotato di connettività 2/3/4G, Wi-Fi 802.11 a/b/g/n/ac dual-band, con supporto a Wi-Fi Direct, DLNA e all'uso come hotspot, Bluetooth 5.0 con A2DP, LE (risparmio energetico) e aptX HD, il GPS con GPS assistito dual-band e supporto GLONASS, BDS, GALILEO e QZSS, ha l'NFC e la porta USB Type-C 1.0. Non ha la radio FM e non ha il jack audio da 3.5 millimetri.
Ha uno schermo S-AMOLED da 6,21 pollici, con risoluzione Full HD+, densità di pixel di 403 ppi e supporto dei standard DCI-P3 e HDR10.
Per quanto riguarda le fotocamere, ha due sensori da 12 megapixel sul retro - uno con apertura f/1.8 e stabilizzazione OIS a 4 assi, uno con apertura f/2.4 per lo zoom ottico 2x - e un doppio flash LED. La doppia fotocamera posteriore può registrare video 4K a 60 fotogrammi per secondo, o slow motiom Full HD a 240 fps o HD a 960 fps. Ha una fotocamera anteriore da 20 megapixel con apertura f/2.0.
È dotato di sensore per lo sblocco con impronta digitale posteriore e di rilevatore del volto ad infrarossi.
Ha una batteria da 3400 mAh ai polimeri di litio, non removibile. Supporta la ricarica rapida a 18W. Sia lo schermo che il retro il vetro sono protetti da vetro Gorilla Glass 5, mentre il frame laterale è in alluminio serie 7000.

### Software
È uscito con Android versione 8.1 Oreo, ma sono disponibili gli aggiornamenti fino alla versione 10, e all'interfaccia utente MIUI 11 (arrivata a partire da dicembre 2019 sui Mi 8 insieme ad Android 10).

## Versioni
Sono state commercializzate diverse versioni e varianti del Mi 8:
- Mi 8 Explorer Edition, versione che differisce dal Mi 8 normale principalmente per il design differente (retro in vetro che lascia trasparire le componenti hardware, pulsante di accensione rosso) e per il sensore d'impronta posizionato anteriormente sotto il display)[4][5];
- Mi 8 Pro, versione ufficiale anche sul mercato europeo del Mi 8 Explorer Edition, con piccole differenze software e sui tagli di memoria (sul mercato cinese è a sua volta noto come Mi 8UD e ha 6 GB di RAM anziché 8)[6][7];
- Mi 8 SE, variante del Mi 8 dotata di schermo più piccolo (5,88 pollici anziché 6,21), di chipset di fascia medio-alta (Snapdragon 710) anziché top di gamma (845) e altre differenze minori[8];
- Mi 8 Lite, variante più economica del Mi 8, dal quale differisce per lo schermo IPS LCD invece che S-AMOLED, per il chipset Snapdragon 660 anziché 845, per il comparto fotografico differente e altre differenze minori[9].

## Accoglienza
GSMArena ha giudicato positivamente lo schermo, la durata della batteria, le prestazioni fotografiche, la MIUI e il comparto audio del Mi 8, criticando invece l'assenza dello slot per microSD, del jack da 3.5 millimetri, di una certificazione IP, di speaker stereo e della ricarica wireless. CNet, a giugno 2018, ha invece giudicato il Mi 8 come "il miglior smartphone Android con design simile all'iPhone X".
La famiglia Mi 8 di Xiaomi (Mi 8, Mi 8 Pro, Mi 8 Lite, Mi 8 SE e Mi 8 Explorer Edition) ha venduto nei primi 4 mesi sul mercato 6 milioni di pezzi.